# Toni Turek
Anton Turek (Duisburg, 18 gennaio 1919 – Neuss, 11 maggio 1984) è stato un calciatore tedesco, di ruolo portiere.

## Carriera
Iniziò la sua carriera nel Duisburger Sportclub, quindi si trasferì nel Duisburg 99. Nel 1950 fu acquistato dal Fortuna Düsseldorf. Tra il 1950 ed il 1954 giocò 20 partite nella Nazionale della Germania Ovest, aggiudicandosi la Coppa del Mondo FIFA 1954, in cui risultò fondamentale nella vittoria in finale, il cosiddetto miracolo di Berna.
Ha ricevuto numerosi riconoscimenti ed è ancora molto stimato in Germania, soprattutto in Renania.

## Palmarès

### Nazionale
- Campionato mondiale: 1

Svizzera 1954